# Peter Weibull Bernström
Peter Weibull Bernström, född 13 mars 1946 i Lund, är en svensk lantbrukare och politiker (moderat), som var riksdagsledamot 1994–1998 för Malmöhus läns norra valkrets.
I riksdagen var han suppleant i bostadsutskottet och jordbruksutskottet.